# C&Fロジホールディングス
株式会社C&Fロジホールディングス（英: Chilled & Frozen Logistics Holdings Co., Ltd.）は、かつて存在した日本の持株会社。東京都新宿区に本社を置き、運送会社の名糖運輸と、ヒューテックノオリンを傘下としていた。SGホールディングスの子会社。

## 概要
低温食品物流業界において、チルド食品の物流に強みを持つ名糖運輸と、冷凍食品の物流に強みを持つヒューテックノオリンの経営統合により発足した。インフラの共有と再編により、一層の効率的な経営の実現と顧客サービスの更なる向上を図るとしている。

## 沿革
- 2015年（平成27年）10月1日 - 名糖運輸株式会社と株式会社ヒューテックノオリンが共同株式移転により、持株会社である株式会社C&Fロジホールディングスを設立[2][3][4]。東京証券取引所第一部に上場。
- 2024年（令和6年）5月2日 - 同日から同年6月19日までの間、AZ-COM丸和ホールディングスが株式公開買付け（TOB）を実施[5][6]。
- 2024年（令和6年）6月3日 - SGホールディングスが完全子会社化を目的とするTOBを実施[7][8]。
- 2024年（令和6年）6月20日 - AZ-COM丸和ホールディングスによるTOBが不成立となる[9]。
- 2024年（令和6年）7月22日 - SGホールディングスがTOBにより議決権所有割合ベースで84.83%の株式を取得[10]。
- 2024年（令和6年）10月9日 - 東証プライム市場より上場廃止[1]。
- 2024年（令和6年）10月11日 - 株式併合によりSGホールディングスの完全子会社となる[1]。
- 2025年（令和7年）4月1日 - 連結子会社の名糖運輸に合併され解散[11]。